# لوک کئو
لوک کئو (انگلیسی: Luke Keough؛ زادهٔ ۱۰ اوت ۱۹۹۱) دوچرخه‌سوار اهل ایالات متحده آمریکا است.
از باشگاه‌هایی که در آن بازی کرده‌است می‌توان به تیم دوچرخه‌سواری یونایتدهلثکر اشاره کرد.